# إيفريت ديركسن
كان إيفريت ماكينلي ديركسن (4 يناير 1896 – 7 سبتمبر 1969) سياسياً أمريكيًا. مثل ديركسن، بصفته عضوًا في الحزب الجمهوري، ولاية إلينوي في مجلس النواب الأمريكي وفي مجلس الشيوخ الأمريكي. كان لدريكسين، بصفته زعيم الأقلية في مجلس الشيوخ بين عامي 1959 و1969، دورًا بارزًا ومهمًا في السياسة الأمريكية في ستينيات القرن العشرين. ساهم إيفريت ديركسين في وضع وإقرار قانون الحقوق المدنية لعام 1964، وقانون الحقوق المدنية لعام 1968 اللذين يمثلان تشريعات بارزة في حركة الحقوق المدنية. كان ديركسين أحد أشد مؤيدي حرب فيتنام في مجلس الشيوخ الأمريكي. يعرف ديركسين بقدراته الخطابية العالية وصوته الجهوري الرخيم. دفع أسلوب خطاباته المميز منتقديه لإطلاق لقب «ساحر أوز» عليه.
ولد ديركسن في مدينة بيكين بولاية إلينوي الأمريكية، وعمل ضابط مدفعية خلال الحرب العالمية الأولى، وانتقل بعد الحرب للعمل في مخبز خاص. بعد عمله في مجلس مدينة بيكين، تمكن ديركسن من الفوز في انتخابات مجلس النواب في عام 1932. كان ينظر إلى ديركسن في المجلس على أنه معتدل أيد جزءًا كبيرًا من البرامج الاقتصادية التي وضعت بموجب الصفقة الجديدة. أصبح ديركسن، مع الوقت، أكثر تحفظًا وانعزالية، لكنه انقلب على مواقفه لاحقًا من خلال دعمه لمشاركة الولايات المتحدة في الحرب العالمية الثانية. فاز ديركسن في انتخابات مجلس الشيوخ لعام 1950، وتمكن من الإطاحة بزعيم الأغلبية في المجلس، سكوت دبليو لوكاس. في مجلس الشيوخ، فضل ديركسن السياسات الاقتصادية المحافظة، ودعم سياسة الأممية التي اتبعها الرئيس الأمريكي، دوايت أيزنهاور. خلف ديركسن ويليام كنولاند في زعامة الأقلية داخل مجلس الشيوخ وذلك بعد أن رفض الأخير المساعي الهادفة لإعادة ترشيحه للزعامة في عام 1958.
عُرف ديركسن، زعيم الأقلية في مجلس الشيوخ خلال الستينيات، كشخصية وطنية بارزة في الحزب الجمهوري. طور ديركسن علاقات عمل مع زعيم الأغلبية في مجلس الشيوخ، مايك مانسفيلد، ودعم الرئيس ليندون جونسون في استراتيجيته المتعلقة بحرب فيتنام. شارك ديركسن في تعطيل الولايات الأمريكية الجنوبية لتمرير قانون الحقوق المدنية لعام 1964. توفي ديركسن عام 1969، وكان حينها لا يزال يشغل منصب زعيم الأقلية في مجلس الشيوخ.

## أولى سنوات حياته
ولد ديركسن في مدينة صغيرة تدعى بيكين، تقع بالقرب من مدينة بيوريا بولاية إلينوي الأمريكية، لأبوين مهاجرين من شرق فريزيا، أنتيه (كونرادي) المولودة في قرية لوكوارد، ويوهان فريدريك ديركسن المولود في قرية جينيلت. اختار والدا إيفريت اسم ماكينلي اسمًا أوسطًا لابنهما تيمنًا بالرئيس ويليام ماكينلي. كان لإيفريت ديركسن أخ توأم، توماس ريد ديركسن (سمي على اسم توماس براكيت ريد)، وشقيق آخر، بنيامين، سمي على اسم الرئيس بنيامين هاريسون. تكلم والدا ديركسن اللغة الألمانية الدنيا في المنزل، وعلما أطفالهما اللغة الألمانية. عاش والد إيفريت، يوهان، في الولايات المتحدة الأمريكية لفترة لا بأس بها جعلته ضليعًا بالأمور السياسية للبلاد. ظهر ميل يوهان للحزب الجمهوري في اختياره لأسماء أبنائه الثلاثة تيمنًا بقادة مشاهير في الحزب. أُصيب يوهان ديركسن، الذي كان يعمل رسامًا في شركة بيكين واغون بالإضافة إلى عمله في مجال الزراعة، بسكتة دماغية منهكة، عندما كان ابنه، إيفريت، في الخامسة من عمره، وتوفي عندما كان إيفريت في التاسعة من عمره. كان يوهان الزوج الثاني لأنتيه التي أنجبت من زوجها الأول، بيرين أيلتس (توفي عام 1890)، ولدين (أخوين غير شقيقين لإيفريت)، هما توماس وهنري.
نشأ ديركسن في مزرعة تديرها والدته في حي بونشيفيدل (كلمة باللغة الألمانية الدنيا تعني بلدة الفاصولياء، لأن المهاجرين اعتادوا زرع مختلف أنواع الحبوب في حدائقهم الأمامية بدلًا من نباتات الزينة بهدف تخفيف مصاريف الطعام) الواقع في إحدى ضواحي مدينة بيكين. التحق ديركسن بالمدارس المحلية، وتخرج من مدرسة بيكين الثانوية عام 1913 بالمرتبة الثانية بين زملائه. بعد التخرج، ساعد ديركسن عائلته من خلال العمل في مصنع لتكرير الذرة في بيكين. أسفرت زيارة إيفريت ديركسين لإحدى أشقائه في ولاية مينيسوتا الأمريكية عن التحاقه بجامعة منيسوتا. اتبع دورات في الحقوق بين عامي 1914 و 1917 وتمكن من دفع رسوم دراسته من خلال عمله في عدة وظائف مؤقتة من بينها العمل في قسم الإعلانات بصحيفة ستار تريبيون والعمل كبائع كتب وصحف متجول ومساعد محام وموظفٍ في مكتب شحن. خلال فترة دراسته الجامعية، انضم ديركسن إلى كتائب تدريب الجيش الطلابي، وحصل على رتبة رائد في فيلق الطلاب. مثل إلقاء الخطابات المحلية داخل الحرم الجامعي لدعم المرشح الجمهوري، تشارلز إيفانز هيوز، بانتخابات الرئاسة عام 1916، أول تجربة سياسية لديركسن.

## الخدمة العسكرية
عند بداية الحرب العالمية الأولى، كان شقيق إيفريت، بينيامين ديركسن، غير قادر، من الناحية الجسمانية، على الالتحاق بالخدمة العسكرية، وكان شقيقه الآخر، توماس، متزوجًا. وضعت عائلة دريكسن في الولايات المتحدة الأمريكية تحت المراقبة الشديدة بسبب أصولها الألمانية؛ رفضت والدة ديركسن، طلب «لجنة الولاء» في بيكين، المعينة ذاتيًا، بإنزال صورة قيصر الرايخ الألماني، فيلهلم الثاني، من غرفة المعيشة الخاصة بها بدعوى أن الولايات المتحدة «دولة حرة». وقعت على عاتق إيفريت ديركسن مسؤولية إثبات ولاء العائلة للبلد التي تعيش فيها من خلال الالتحاق بالخدمة العسكرية.
ترك ديركسن دراسته الجامعية للالتحاق بجيش الولايات المتحدة، وانضم إلى القوات البرية التابعة للجيش الأمريكي بشكل رسمي في عيد ميلاده الحادي والعشرين، بتاريخ 4 يناير 1917. أكمل تدريبه الأولي في كتيبة مدفعية الميدان في مركز تدريب معسكر كوستر بولاية ميشيغان، وخدم في إحدى الوحدات القتالية في منشأة فورت جاكسون العسكرية بولاية كارولاينا الجنوبية وحصل على رتبة رقيب. في عام 1918، سافر ديركسن إلى فرنسا، والتحق بمدرسة المدفعية وإعداد الضباط في بلدية سومور في إقليم ماين ولوار. كُلف بمهام ملازم ثانٍ، وعُين في فوج مدفعية الميدان رقم 328، إحدى وحدات فرقة المشاة رقم 85. تدرب على أداء مهام مراقب جوي، وأجرى تدريبات اكتساب الهدف وتقييم الأضرار الناجمة عن قصف مدفعية الميدان في قطاع سان مييل بصفته عضوًا في سريتي المناطيد 13 و19 التابعتين لفوج مدفعية الميدان رقم 328. أدى ديركسن لاحقًا نفس هذه المهام في سرية المناطيد رقم 69 التابعة للفيلق الرابع، وخدم بعدها في قسم موظفي المخابرات (G-2) في مقر الفيلق الرابع. خلال معركة احتلال راينلاند، أدى ديركسن مهامه العسكرية مع الفيلق الرابع في ألمانيا، وبقي فيه حتى عام 1919. عُرض على ديركسن البقاء مع جيش الاحتلال لطلاقته باللغة الألمانية. رفض ديركسن العرض وتلقى قرار تسريحه وعاد إلى مسقط رأسه، بيكين.

## حياته بعد الحرب
كان ديركسن عضوًا في الكنيسة المصلحة الثانية، التي كانت كنيسة ألمانية بالأساس مع أنها تابعة للكنيسة المصلحة الهولندية (تأسست الكنيسة المصلحة في أمريكا في القرن الثامن عشر من قبل المهاجرين الهولنديين).
بعد الحرب العالمية الأولى، استثمر ديركسن بعضًا من ماله في مشروع غسالات الكهربائية. فشل المشروع، فانتقل للعمل مع إخوته في إدارة مخبز ديركسن براذرز. ظهرت القدرات الأدبية والفنية لديركسن في كتباته لمجموعة قصص قصيرة غير منشورة، وفي تأليفه مجموعة من المسرحيات مع زميل دراسة سابق له، هوبرت روب. إضافة لعمله في المخبز وكتابة القصص والمسرحيات، كان ديركسن ناشطًا في منظمة الفيلق الأمريكي غير الربحية، وتمكن، من خلال تحدثه باسم المنظمة، من صقل مهاراته في إلقاء الخطب والتحدث أمام الجمهور.

## سيناتور أميركا
انتُخب ديركسن عضوًا في مجلس الشيوخ عام 1950، عندما أطاح بزعيم الأغلبية في مجلس الشيوخ سكوت دبليو لوكاس. خلال الحملة، ساعد دعم عضو مجلس الشيوخ عن ولاية ويسكونسن جوزيف مكارثي ديركسن في تحقيق نصر ضئيل. إن مهارة ديركسن السياسية الكبيرة، وخطابه المقنع، وإن كان منمقًا في بعض الأحيان أكسبه شهرة وطنية بارزة.
في عام 1952، أيد ديركسن الترشح الرئاسي لزميله السناتور روبرت أ. تافت من ولاية أوهايو، الزعيم القديم للجناح المحافظ للحزب الجمهوري. في المؤتمر الوطني للحزب، ألقى ديركسن خطابًا هاجم فيه حاكم نيويورك توماس إي ديوي، وهو جمهوري ليبرالي ومؤيد رئيسي للجنرال دوايت أيزنهاور، قائد قوات الحلفاء في أوروبا في الحرب العالمية الثانية وخصم تافت للرئاسة الجمهورية. خلال خطابه، أشار ديركسن إلى ديوي في قاعة المؤتمر وصرخ: لا تأخذنا في طريق الهزيمة مرة أخرى، وذلك في إشارة منه إلى هزائم ديوي الرئاسية في عامي 1944 و1948. كانت نتيجة خطابه هتافات من المندوبين المحافظين وصيحات استهجان من المندوبين المؤيدين لأيزنهاور. بعد فوز أيزنهاور بالترشيح، دعمه ديركسن.

## وفاته
في أغسطس من عام 1969، كشفت الأشعة السينية للصدر عن وجود كتلة في الفص العلوي من الرئة اليمنى. دخل ديركسن إلى مستشفى والتر ريد العسكري لإجراء عملية جراحية في 2 سبتمبر، وأزال استئصال الفص العلوي الأيمن ما ثبت أنه سرطان الرئة من النوع الغدي. كان وضع السيد ديركسن جيدًا في البداية، لكن المضاعفات التدريجية تطورت إلى التهاب قصبات رئوية. توفي في 7 سبتمبر من عام 1969 عن عمر ناهز 73 عامًا.